# Пектубаевский район
Пектубаевский район — упразднённая административно-территориальная единица в составе Марийской АО и Марийской АССР, существовавшая в 1936—1959 годах. Административный центр — село Пектубаево.
Пектубаевский район был образован из частей Новоторъяльского и Оршанского районов 19 января 1936 года в составе Марийской АО. 5 декабря 1936 года Марийская АО была преобразована в Марийскую АССР.
На 1 января 1940 территория района составляла 0,5 тыс. км². Район включал 11 сельсоветов:
- Дубовлянский
- Елшинский
- Кадамский
- Красно-Реченский
- Кугенерский
- Курлакский
- Лужбелякский
- Отарский
- Пектубаевский
- Сосновский
- Чирковский

11 марта 1959 года Пектубаевский район был упразднён, при этом большая часть его территории передана в Новоторъяльский район, а меньшая — в Оршанский район..